# Уиррал
Уи́ррал (англ. Wirral) — метрополитенский район (боро) в церемониальном графстве Мерсисайд в Англии. Административный центр — город Уолласи.

## География
Район расположен в юго-западной части графства Мерсисайд на полуострове Уиррал в Ирландском море, на юге граничит с графством Чешир.

## Состав
В состав района входят 5 городов:
- Бебингтон
- Беркенхед
- Уолласи
- Хесуолл
- Хойлейк